# Atarashii Watashi ni Nare! / Yattaruchan
Singles de S/mileage
Tabidachi no Haru ga Kita
(2013) Ee ka!? / "Ii Yatsu"
(2013)
 Atarashii Watashi ni Nare! / Yattaruchan  (新しい私になれ！／ヤッタルチャン) est le 14e single "major" (et 18e single au total) du groupe de J-pop S/mileage.

## Présentation
Le single, écrit, composé et produit par Tsunku, sort le 3 juillet 2013 au Japon sur le label hachama, trois mois après le précédent single du groupe, Tabidachi no Haru ga Kita. C'est un single "double face A", le premier du groupe, contenant deux chansons principales (Atarashii Watashi ni Nare! et Yattaruchan) et leurs versions instrumentales. Il atteint la 4e place du classement des ventes de l'oricon.
Le single sort aussi en quatre éditions limitées notées "A", "B", "C", et "D", avec des pochettes différentes, et pour les trois premières un DVD différent en supplément (la "D", sans DVD, comporte un ticket de loterie pour participer à une rencontre avec le groupe) ; un coffret en édition limitée rassemblant toutes les éditions du single sort aussi. Il ne sort pas au format "Single V" (DVD contenant le clip vidéo).
L'une des chansons du single, Yattaruchan, figurera sur la compilation de 2015 Selection Album "Taiki Bansei" attribuée à Angerme.

## Formation
Membres du groupe créditées sur le single :
- Ayaka Wada
- Kanon Fukuda
- Kana Nakanishi
- Akari Takeuchi
- Rina Katsuta
- Meimi Tamura

## Liste des titres
Single CD
1. Atarashii Watashi ni Nare!  (新しい私になれ！?)
2. Yattaruchan  (ヤッタルチャン?)
3. Atarashii Watashi ni Nare! (instrumental)  (新しい私になれ！...?)
4. Yattaruchan (instrumental)  (ヤッタルチャン...?)

DVD de l'édition limitée "A"
1. Atarashii Watashi ni Nare! (Music Video)  (新しい私になれ！...?)
2. Atarashii Watashi ni Nare! (Dance shot Ver.)  (新しい私になれ！...?)

DVD de l'édition limitée "B"
1. Yattaruchan (Music Video)  (ヤッタルチャン...?)
2. Yattaruchan (Dance shot Ver.)  (ヤッタルチャン...?)

DVD de l'édition limitée "C"
1. Atarashii Watashi ni Nare! (Close-up Ver.)  (新しい私になれ！...?)
2. Yattaruchan (Close-up Ver.) (ヤッタルチャン?)
3. Making Eizô  (メイキング映像?) (making of)